# Yellowstar
Bora Kim, alias Yellowstar (typographié YellOwStaR), né le 15 février 1992 en France, est un joueur de jeu vidéo ayant eu une carrière professionnelle sur le MOBA League of Legends entre 2010 et 2016, date à laquelle il quitte la compétition pour devenir directeur du Paris Saint-Germain eSports, la section sport électronique du PSG. Il reprend sa carrière professionnelle dans League of Legends en tant que joueur en janvier 2020, au sein de l'équipe LDLC OL.

## Biographie

### Enfance et premières compétitions
Bora Kim est né le 15 février 1992 en France, de parents cambodgiens ayant fui le conflit provoqué par les Khmers rouges au début des années 1980. Il commence à jouer aux jeux vidéo à l'âge de deux ans, sur la Mega Drive (dont le jeu Sonic) puis la Nintendo 64. Il se tourne vers le PC à l'âge de huit ans avec des jeux tels qu'Adibou, Starcraft ainsi que le démineur, le solitaire, ce dernier constituant sa première approche du sport électronique, en tant que spectateur.
Après une période sur Warcraft III, dont il est champion de France en 2009, sous le pseudonyme « PsYkO »,, il pratique de manière assidue le jeu League of Legends, dont il devient joueur professionnel en septembre 2010, lorsqu'il rejoint l'équipe against All authority (aAa) au poste d'« AD Carry »,. Il choisit le pseudonyme « Yellowstar », « « YellOw » [jaune], parce que je voulais faire allusion à mes origines asiatiques [...] et « StaR » parce que je voulais être connu ». En 2011, aAa se classe seconde, derrière l'équipe myRevenge, lors de la cinquième saison de l'Intel Extreme Masters et seconde également lors du premier championnat du monde de League of Legends derrière la même équipe, entretemps renommée Fnatic.
À la suite du championnat, Yellowstar quitte aAa avec plusieurs de ses coéquipiers pour rejoindre une nouvelle équipe, Millenium, en juin 2011, avant de retourner au sein d'aAa en novembre de la même année, après un bref passage chez Nice Work Dude. Il quitte de nouveau l'équipe en mai 2012, à la suite de performances insatisfaisantes, pour une autre période test en juin chez Millenium. Il rejoint cependant l'équipe SK Gaming en juillet 2012, qui finit dernière du classement lors de la saison 2 du championnat du monde, trois mois plus tard.

### La période Fnatic
Après avoir tenté d'entrer en médecine, puis effectué une première année de chimie à la faculté d'Orsay, études perturbées par ces multiples compétitions, Yellowstar décide de se consacrer exclusivement au jeu vidéo lorsque le club d'esport Fnatic lui offre, en janvier 2013, un salaire mensuel de 5 000 dollars pour rejoindre l'équipe consacrée à League of Legends. Le jeune homme doit quitter Athis-Mons, dans l'Essonne, pour s'installer à Berlin, en Allemagne, où se déroule la saison régulière. Ses primes de matchs atteignent bientôt la somme de 167 000 dollars, dont 10 % sont reversés à Fnatic. Yellowstar change de poste pour occuper celui de support et l'équipe finit 3e exæquo lors du 3e championnat du monde.
En 2014, l'équipe se qualifie pour le 4e championnat du monde lors de la saison régulière mais ne parvient pas à accéder aux quarts de finale durant l'évènement, finissant dernière de sa poule. À la suite de cet échec et face au départ de ses coéquipiers, Yellowstar se retrouve seul joueur de Fnatic et envisage de se retirer de la compétition. Il se ravise avec l'arrivée d'un nouveau coach, Deilor, ancien joueur de poker, avec qui il recrute Febiven, un joueur néerlandais, Huni et Reignover, deux joueurs sud-coréens, ainsi que Steelback, joueur français, au poste d'AD Carry.
Après le remplacement en milieu de saison de Steelback par Rekkles, ancien joueur de Fnatic, l'équipe finit la saison régulière invaincue en remportant les 18 matchs disputés, performance alors inédite en Europe et en Amérique du Nord,. Yellowstar est désigné comme « MVP » (Most valuable player) de la saison européenne. La formation est qualifiée pour la cinquième édition du championnat du monde, faisant de Yellowstar, son capitaine, le seul joueur avec l'américain « Dyrus » à avoir participé aux cinq premières éditions du tournoi. Fnatic parvient jusqu'en demi-finale, où ils sont battus par les sud-coréens de Koo Tigers.

### Départ pour les États-Unis puis retour en Europe
En décembre 2015, Yellowstar décide de poursuivre sa carrière aux États-Unis au sein de l'équipe Team SoloMid (TSM). Le joueur explique ne pas être parti pour une question d'argent : « J'ai failli re-signer, rester en Europe. J'ai négocié avec Fnatic et TSM et on me proposait un meilleur salaire si je prolongeais. J'ai fait le choix de la nouvelle aventure ».
Malgré une seconde place aux playoffs, il décide de quitter TSM en milieu de saison pour raison d'inadéquation avec le reste de l'équipe et retourne chez Fnatic en Europe,. La structure échoue cependant à se qualifier pour le 6e championnat du monde.

### Arrêt de la compétition, PSG eSports, et Team-LDLC
À la suite de cette déception, YellowStar annonce le 19 octobre 2016 l'arrêt de sa carrière en tant que joueur professionnel,. Le 20 octobre 2016, Nasser Al-Khelaïfi annonce le lancement du Paris Saint-Germain eSports, une section esport du PSG, avec Yellowstar comme directeur,. La structure dispose à ses débuts d'un budget de plusieurs millions d'euros, comprend une équipe FIFA et projette la création d'une équipe League of Legends.
Début novembre 2016, YellowStar sort un livre retraçant sa carrière de joueur professionnel, Yellowstar, devenez un champion de League of Legends, sur le label #AM des Éditions Albin Michel  (ISBN 978-2226392374).
Le 5 octobre 2017, le PSG eSports ferme sa section League of Legends, pour une durée non définie, officiellement ayant « de nombreuses incertitudes (…) sur l'avenir de League of Legends en Europe ». Cette décision a pour conséquence la démission du directeur sportif du club, Yellowstar. Le 13 octobre, la structure française LDLC annonce Yellowstar comme coach principal de leur section League of Legends.
LDLC était déjà une équipe possédant une place importante à l'échelle de la scène française, manquant par deux fois en 2017 de se qualifier pour le championnat européen, mais obtenant de bons résultats dans l'Open Tour France. Avec YellowStar comme coach, ils finirent quatrième à la fin de la saison 2018 de l'OTF, mais furent ensuite éliminés à la phase de poules de l'European Masters, le championnat mineur européen. Cette tendance se poursuivit en 2019, avec l'inauguration de la LFL, un championnat français beaucoup plus organisé que l'OTF, que Team-LDLC remporta au printemps, à l'été et enfin au tournoi final, avant d'être par deux fois éliminés en quarts de finale des Masters, malgré leur statut de favoris.

### LDLC OL, le retour à la compétition
Le 13 janvier 2020, LDLC OL, nouveau nom de la Team-LDLC après la signature d'un partenariat avec l'Olympique Lyonnais, annonce le retour de leur coach, YellowStar, en tant que support, avec une toute nouvelle équipe. Ce retour à la compétition fut une réussite, puisque LDLC finit 2e de la LFL au printemps, perdant en finale, puis remporta les European Masters un mois plus tard.

## Style de jeu
De par la popularité grandissante de League of Legends, la longévité exceptionnelle de sa carrière de joueur professionnel sur la scène de l'esport, avec 336 matchs officiels, et la domination de Fnatic sur la scène européenne, avec cinq titres de champion de LCS EU, Yellowstar est devenu au fil des ans une figure marquante de ce jeu et du sport électronique en général,,,,. Il est le seul joueur, avec l'américain « Dyrus », à avoir participé aux cinq premières éditions du championnat du monde, et le site officiel de League of Legends le classe 14e meilleur joueur prenant part au 4e championnat du monde en 2015.
De nombreux analystes lui accordent de solides mécaniques de jeu, notamment sur des champions alors peu populaires tels que « Leona », ainsi qu'une vision stratégique approfondie. Pour Rekkles, son coéquipier de longue date, Yellowstar est un « support » préférant se déplacer sur la carte afin de perturber ses adversaires, plutôt que de rester soutenir son « AD Carry ». Le joueur n'échappe cependant pas aux critiques, du fait de résultats irréguliers tout au long de sa carrière,. À la suite de la saison 2016 en Amérique du Nord au sein de l'équipe TSM, l'AD Carry « Doublelift » juge qu'il s'agit d'« un des plus mauvais supports » avec lequel il ait pu jouer, tant au niveau de la maîtrise technique que des prises de décisions. Pour autant, Yellowstar a reçu de nombreux éloges concernant sa détermination et ses facultés d'adaptation, alors que le jeu se professionnalise de plus en plus au fil des saisons ; il change ainsi du poste d'« AD Carry » à celui de « support » avec succès en 2013 et il est élu MVP de la saison européenne en 2015 pour avoir reformé Fnatic, alors qu'il était le seul joueur restant, et mené l'équipe avec succès en tant que capitaine,.

## Palmarès
Cette section présente les principaux résultats de Yellowstar en tant que joueur, avec le nom de l'équipe concernée entre parenthèses. Palmarès complet sur Esportactu.fr

### League of Legends - Carry AD
- 2011
  - 2e place du championnat du monde (aAa)
- 2012
  - 2e place de la Finale régionale européenne (SK Gaming)
  - 11e/12e place du championnat du monde (SK Gaming)
- 2013
  - 1re place des LCS EU Spring (Fnatic)

### League of Legends - Support
- - 1re place des LCS EU Summer (Fnatic)
  - 3e/4e place du championnat du monde (Fnatic)
  - 2e place des IEM VIII Col Pro (Fnatic)
- 2014
  - 2e place des IEM VIII World LoL (Fnatic)
  - 1re place des LCS EU Spring (Fnatic)
  - 2e place des LCS EU Summer (Fnatic)
  - 12e/13e place du championnat du monde (Fnatic)
- 2015
  - 1re place des LCS EU Spring (Fnatic)
  - 3e/4e place du Mid-Season Invitational (Fnatic)
  - 1re place des LCS EU Summer (Fnatic)
  - 3e/4e place du championnat du monde (Fnatic)
- 2016
  - 2e place des LCS NA Spring (TSM)
  - 5e/6e place des LCS EU Summer (Fnatic)
  - 3e place de la Finale Régionale européenne (Fnatic)
- 2020
  - 2e place de la LFL Spring (LDLC OL)
  - 1re place des European Masters Spring (LDLC OL)

### League of Legends - Coach
- 2018
  - Non qualifiés aux European Masters Spring Main Event (Team-LDLC)
  - 4e place de l'Open Tour France
- 2019
  - 1re place de la LFL Spring (Team-LDLC)
  - 5e/8e place des European Masters Spring (Team-LDLC)
  - 1re place de la LFL Summer (Team-LDLC)
  - 5e/8e place des European Masters Summer (Team-LDLC)
  - 1re place de la Finale LFL (Team-LDLC)
- 2022
  - 1re place du Spring Split de la Ligue Corpo (Team AFD.TECH)

## Documentation
- Adrien Pécout, « Profession champion de jeux vidéo », sur Le Monde.fr, 8 mai 2014 (consulté en octobre 2014)
- Fabien Mulot, « Génération esport », sur L'Équipe.fr, 2015 (consulté en octobre 2016)
- Clement Maciejewski, « Dyrus et YellOwStaR : jamais quatre sans cinq », sur lolesports.com, 16 septembre 2015 (consulté en octobre 2016)
- Paul Arrivé, « Qui est Yellowstar, ce jeune Français devenu une star des jeux vidéo aux États-Unis ? », sur lesinrocks.com, 6 février 2016 (consulté en octobre 2016)
- [vidéo][Documentaire] « Level Up : Le documentaire sur les coulisses du monde du jeu vidéo », 20 juin 2016, PayPal (consulté le 29 octobre 2016)
- [vidéo][Émission de télévision] « L'After », 23 octobre 2016, Téléfoot (consulté le 29 octobre 2016)
- Bora Kim, interview par Anthony Morel, Les ambitions du PSG dans l'e-sport, Bourdin Direct, RMC, 26 octobre 2016 (consulté le octobre 2016).
- Bora Kim, interview par Yann Barthes, YellowStar, la recrue eSport du PSG, Quotidien, TMC, 2 novembre 2016 (consulté le novembre 2016).